# ویکتور بروچارد
ویکتور چارلز لوئیس بروچارد (فرانسوی: [bʁɔʃaʁ]؛ ۲۹ ژوئن ۱۸۴۸ – ۲۵ نوامبر ۱۹۰۷) فیلسوف و مورخ فلسفه فرانسوی بود.

## زندگی
ویکتور بروچارد در کیوزنوی سو دئوله متولد شد. او در سال ۱۸۶۸وارد اکول نرمال سوپریور شد و در سال ۱۸۷۲ به عنوان استاد فلسفه منصوب شد. پس از چندین انتصاب در دبیرستان، او در سال ۱۸۸۶به عنوان مدرس اکوله منصوب شد. چند سال بعد او به عنوان استاد تاریخ فلسفه باستان در سوربن منصوب شد.
بروچارد در پاریس درگذشت.
فردریش نیچه کتاب بروچارد دربارهٔ شکاکان یونانی را خواند وبه شدت از آن استفاده کرد.

## آثار
- از خطا، ۱۸۷۹.
- ویرایش گفتار در روش اثر رنه دکارت. ۱۸۸۳.
- شکاکان یونانی، ۱۸۸۷.
- مطالعات در فلسفه باستان و فلسفه مدرن، ۱۹۱۲.